# 1998년 7월
| 1998년: 1월 · 2월 · 3월 · 4월 · 5월 · 6월 · 7월 · 8월 · 9월 · 10월 · 11월 · 12월 |

| <          | 1998년 7월 | 1998년 7월 | 1998년 7월   | 1998년 7월  | 1998년 7월 | >          |
| 일         | 월         | 화         | 수           | 목          | 금         | 토         |
|            |            |            | 1 윤5.8 기유 | 2 9 경술    | 3 10 신해  | 4 11 임자  |
| 5 12 계축  | 6 13 갑인  | 7 14 을묘  | 8 15 병진    | 9 16 정사   | 10 17 무오 | 11 18 기미 |
| 12 19 경신 | 13 20 신유 | 14 21 임술 | 15 22 계해   | 16 23 갑자  | 17 24 을축 | 18 25 병인 |
| 19 26 정묘 | 20 27 무진 | 21 28 기사 | 22 29 경오   | 23 6.1 신미 | 24 2 임신  | 25 3 계유  |
| 26 4 갑술  | 27 5 을해  | 28 6 병자  | 29 7 정축    | 30 8 무인   | 31 9 기묘  |            |

| 편집하기 |

## 1998년7월 12일
- 프랑스가 브라질과의 결승전 경기에서 3-0으로 승리하여 1998년 FIFA 월드컵에서 우승했다.